# John B. Weller
John B. Weller (ur. 22 lutego 1812 w Montgomery, zm. 17 sierpnia 1875 w Nowym Orleanie) – amerykański polityk, członek Partii Demokratycznej.

## Działalność polityczna
Od 4 marca 1839 do 3 marca 1845 przez trzy kadencje był przedstawicielem 2. okręgu wyborczego w stanie Ohio w Izbie Reprezentantów Stanów Zjednoczonych. W okresie od 30 stycznia 1852 do 3 marca 1857 był senatorem Stanów Zjednoczonych z Kalifornii (1. Klasa). Od 8 stycznia 1858 do 9 stycznia 1860 był 6. gubernatorem Kalifornii. Od 1860 do 1861 był ministrem (ambasadorem) Stanów Zjednoczonych w Meksyku.